# Julio César Estol
Julio César Estol (Flores, 6 de abril de 1889 – Montevideo, 19 de abril de 1939) fue un médico y político uruguayo, especialista en transfusión de sangre y reconocido por ser el impulsor de la hemoterapia en Uruguay.

## Medicina
Su vínculo con el Hospital Británico de Montevideo comenzó a temprana edad —a los 17 años, como responsable del botiquín—, y duró el resto de su vida; allí, en la institución, fue jefe de laboratorio clínico, practicante, anestesista y médico interno. En 1915 fue nombrado ayudante en el laboratorio de la maternidad del Hospital Pereira Rossell —otra institución a la que estuvo vinculado durante toda su vida profesional—, en la clínica del profesor Augusto Turenne. Al año siguiente ingresó a la Facultad de Medicina de la Universidad de la República, de la que egresó en marzo de 1924 como doctor en Medicina y Cirugía. En junio del mismo año fue designado profesor agregado de Bacteriología y Parasitología en aquella facultad, cargo que ocupó en forma honoraria hasta 1928.
En 1914, el doctor argentino Luis Agote había realizado en Buenos Aires la primera transfusión de sangre, utilizando como anticoagulante el citrato de sodio. Dos años más tarde, la doctora uruguaya María Armand Ugón lleva a su país la técnica de Agote para que Turenne la replique en Uruguay. Es con estas prácticas con las que Estol comenzaba a interesarse en el tema de la transfusión sanguínea.
En 1926 publicó su primer trabajo, La transfusión de sangre, basado en su experiencia con medio millar de transfusiones. Para 1935, Estol habría experimentado ya con más de dos mil transfusiones.

## Vida personal
El mismo año en que comenzó sus estudios de Medicina, se casó con Janet Ancell Harrison (1895-1985), una enfermera inglesa que trabajaba en el Hospital Británico, con quien tuvo seis hijos: Julio César, Julio Ricardo, Conrado Roberto, Diego Luis, Lilí Beatriz y Juan José.
Estol fue miembro de la Comisión Honoraria del Instituto Profiláctico de la Sífilis (1928); miembro del Consejo Directivo de la Facultad de Medicina (1929); presidente de la Junta Deliberante de la Intendencia Departamental de Montevideo (1933); delegado municipal ante la Comisión Administradora del Field Oficial (cafo, 1934); diputado nacional (1934); presidente de la Federación Uruguaya de Natación (1934); presidente de la Comisión de Unificación del Partido Colorado (1935); presidente de la Federación Uruguaya de Boxeo (1937), y senador de la república (1938).
Desde el año 1991, el Servicio Nacional de Sangre lleva su nombre.

## Obra seleccionada

### Artículos en revistas científicas
- «Septicemia perperal por Bacilus Perfringens», en Rev. Med. Uruguay, 1921.
- «Valor pronóstico de la Acloruria en el período postoperatorio», en An. Fac. Med., Montevideo, 1926.
- «Rol del plasma en los accidentes producidos por la transfusión de sangre», en Rev. Med. Uruguay, 1926.
- «Tratamiento de la septicemia perperal por seroterapia a altas dosis», en An. Fac. Med., Montevideo, 1932.

### Libros
- La transfusión de sangre, 1926.
- Meningitis a estreptococo.
- Mis impresiones sobre Río de Janeiro, 1935.
- Navegar, 1938.